# 南部大膳大夫分国之内諸城破却共書上
『南部大膳大夫分国之内諸城破却共書上』（なんぶだいぜんのだいぶ ぶんこくのうち しょじょうはきゃくともかきあげ）は、1592年にあたる天正20年に作成された、陸奥国・南部藩領における城郭の破却（破城）に関する上申文書（書上）である。

## 概要
天正18年（1590年）7月、奥州仕置において豊臣秀吉より南部信直へ所領安堵の朱印状が交付された。その中に「家中の者ども、相抱え侯諸城、悉く破却し、則ち其の妻子は三戸へ引寄せ、召し連れ可き事」という厳命があった。それに応じて南部領内諸城のうち12城を在置し36城を破却したと申告した天正20年（1592年）6月11日付の目録を指す。
秀吉より厳命があったものの結局、居城の三戸城以外全城破却とまでは至らなかったことがわかる史料である。

## 諸城破却書上
| 南部之内稗貫郡 | 鳥谷崎   | 平城 |    |                | 南部 主馬助 持分       |
| 南部之内和賀郡 | 鬼 柳    | 平城 | 破 | 南部主馬助持分 | 代官 鬼柳 源四郎       |
| 同             | 二 子    | 平城 | 破 | 信直抱         | 代官 川村 左衛門四郎   |
| 同             | 岩 崎    | 山城 | 破 | 信直抱         | 代官 藤 四郎           |
| 同             | 江釣子   | 平城 | 破 | 信直抱         | 代官 川村 与三郎       |
| 同             | 安 俵    | 平城 | 破 | 信直抱         | 代官 中野 修理         |
| 稗貫郡之内     | 十二丁目 | 平城 | 破 |                | 寺前 縫殿助 持分       |
| 同             | 寺 林    | 平城 | 破 | 信直抱         | 代官 左 平治           |
| 同             | 新 堀    | 山城 |    |                | 江刺 兵庫 持分         |
| 同             | 大 迫    | 平城 | 破 | 信直抱         | 代官 九丁目町 十郎兵衛 |
| 志和郡之内     | 片 寄    | 山城 |    |                | 中野 修理 持分         |
| 同             | 肥 爪    | 平城 | 破 | 信直抱         | 代官 川村 中務         |
| 同             | 見 舞    | 平城 | 破 | 信直抱         | 代官 日戸 中務         |
| 同             | 長 岡    | 平城 |    |                | 南部 東膳助 持分       |
| 同             | 乙 部    | 平城 | 破 |                | 福士 右衛門 持分       |
| 岩手郡之内     | 不来方   | 平城 |    |                | 福士 彦三郎 持分       |
| 同             | 厨 川    | 平城 | 破 |                | 工藤 兵部少輔 持分     |
| 同             | 下 田    | 平城 | 破 |                | 川村 中務 持分         |
| 同             | 沼宮内   | 山城 | 破 |                | 川村 治部少輔 持分     |
| 同             | 滴 石    | 平城 | 破 | 信直抱         | 代官 八日町 太郎兵衛   |
| 同             | 一方井   | 山城 | 破 |                | 阿保 孫三郎 持分       |
| 糠部郡之内     | 姉 帯    | 山城 | 破 |                | 野田 甚五郎 持分       |
| 同             | 一 戸    | 平城 | 破 | 信直抱         | 代官 石井 信助         |
| 同             | 葛 巻    | 山城 | 破 |                | 工藤 掃部助 持分       |
| 閉伊郡之内     | 増 沢    | 山城 |    |                | 浅沼 忠次郎 持分       |
| 同             | 横 田    | 山城 | 破 | 信直抱         | 代官 九戸 左馬助       |
| 同             | 板 沢    | 山城 | 破 |                | 浅沼 藤次郎 持分       |
| 同             | 千 徳    | 山城 | 破 |                | 一戸 孫三郎 持分       |
| 同             | 田 鎖    | 山城 | 破 |                | 佐々木 十郎左衛門 持分 |
| 糠部郡之内     | 野 田    | 山城 | 破 |                | 一戸 掃部助 持分       |
| 同             | 久 慈    | 山城 | 破 | 信直抱         | 代官 久慈 修理         |
| 同             | 種 市    | 山城 | 破 |                | 久慈 孫三郎 持分       |
| 同             | 古軽米   | 山城 | 破 |                | 小軽米左衛門佐 持分    |
| 同             | 金田一   | 平城 | 破 | 信直抱         | 代官 上村 杢之丞       |
| 同             | 三 戸    | 平城 |    |                | 信直 留守居甲斐守      |
| 同             | 名久井   | 平城 |    |                | 南部 中務 持分         |
| 同             | 劔 吉    | 平城 |    |                | 南部 左衛門尉 持分     |
| 同             | 毛馬内   | 山城 |    |                | 南部 大学 持分         |
| 同             | 花 輪    | 山城 |    |                | 大光寺 左衛門佐 持分   |
| 同             | 浄法寺   | 山城 |    |                | 畠山 修理 持分         |
| 同             | 櫛 引    | 平城 | 破 | 信直抱         | 代官 桜庭 将監         |
| 同             | 八 戸    | 平城 | 破 |                | 南部 彦次郎 持分       |
| 同             | 中 市    | 平城 | 破 |                | 小笠原 弥九郎 持分     |
| 同             | 新井田   | 平城 | 破 |                | 南部 彦七郎 持分       |
| 同             | 沢 田    | 平城 | 破 |                | 恵比奈 左近 持分       |
| 同             | 洞 内    | 平城 | 破 |                | 佐藤 将監 持分         |
| 同             | 七 戸    | 平城 | 破 | 信直抱         | 代官 横沢 左近         |
| 同             | 野辺地   | 山城 |    |                | 七戸 将監 持分         |